# Joseph E. Robbins
Joseph „Joe“ E. Robbins (* 11. Juni 1901 in Olathe, Johnson County, Kansas, Vereinigte Staaten; † 21. Juli 1989 in Woodland Hills, Los Angeles County, Kalifornien, Vereinigte Staaten) war ein US-amerikanischer Filmtechniker, der drei Mal mit dem Oscar für technische Verdienste (Technical Achievement Award) ausgezeichnet wurde.

## Leben
Ende der 1920er war Robbins Leiter des Fuhrparks von Paramount Pictures.
Robbins arbeitete als Filmtechniker für Paramount Pictures und wurde bei der Oscarverleihung 1938 erstmals mit dem Oscar für technische Verdienste ausgezeichnet, und zwar „für eine außergewöhnliche Anwendung von akustischen Grundsätze zum Schallschutz von Benzin-Generatoren und Wasserpumpen“ (‚for an exceptional application of acoustic principles to the sound proofing of gasoline generators and water pumps‘).
1940 wurde er zusammen mit Farciot Edouart und William Rudolph „für den Entwurf und Bau eines geräuschlosen tragbaren Laufbandes“ (‚For the design and construction of a quiet portable treadmill‘) zum zweiten Mal mit dem Oscar für technische Verdienste ausgezeichnet.
Seinen dritten und letzten Technical Achievement Award bekam Robbins bei der Oscarverleihung 1945 gemeinsam mit Russ Brown und Ray Hinsdale „für die Entwicklung und den produktiven Einsatz der schwimmenden hydraulischen Schiffs-Wippe von Paramount Pictures“ (‚For the development and production use of the Paramount floating hydraulic boat rocker‘).

## Auszeichnungen
- 1938: Oscar für technische Verdienste (Academy Technical Achievement Award)
- 1940: Oscar für technische Verdienste (Academy Technical Achievement Award)
- 1945: Oscar für technische Verdienste (Academy Technical Achievement Award)

## Schrift
- Quiet Gasoline Engine Propelled Apparatus. SAE Technical Paper 400032, 1940, doi:10.4271/400032.